# ارکوله اولجنی
ارکوله اولجنی (ایتالیایی: Ercole Olgeni؛ ۱۱ دسامبر ۱۸۸۳ – ۱۴ ژوئیهٔ ۱۹۴۷) قایقران روئینگ اهل ایتالیا بود.
وی در مسابقات کشوری و بین‌المللی در مجموع برندهٔ ۴ مدال طلا، ۵ مدال نقره، ۱ مدال برنز شده‌است.